# Nicolas-François Beurné
Nicolas-François Beurné, né  le 19 novembre 1769 à Saulxures-lès-Bulgnéville et mort le 22 septembre 1858 à Toulouse, est un sculpteur et restaurateur de sculptures français.

## Biographie
Nicolas-François Beurné naît à Saulxures-lès-Bulgnéville (Vosges) en 1769. Il vient s'établir à Toulouse vers 1790 et devient l'élève de François Lucas,. Ses idées conservatrices le font remarquer à Toulouse et il est jeté en prison. Il n'en sort que le 27 février 1794 avec la chute de Robespierre et avec l'aide de sa future femme Brigitte Cluzel. Il se marie avec elle en 1797 dans le cadre de la Petite Église.
En tant que sculpteur, il réalise des bustes tels que Le Cardinal d'Ossat, Le Marquis de Caylus, et L'Ingénieur Antoine, tous trois conservés à Toulouse. Il devient également restaurateur de sculptures pour le musée de Toulouse.
Nicolas-François Beurné meurt le 22 septembre 1858 en son domicile au no 8, place des Carmes  à Toulouse.